# Gliese 667
Gliese 667 (GJ 667) é um sistema estelar triplo na constelação de Scorpius. Com base em medições de paralaxe do satélite Hipparcos, é um sistema próximo localizado a uma distância de 23,6 anos-luz (7,2 parsecs) da Terra. A olho nu, o sistema é visto como uma estrela simples com uma magnitude aparente de 5,90.
As duas estrelas mais brilhantes do sistema Gliese 667 são um par de anãs laranjas próximas separadas em média por 13,1 UA. A terceira estrela do sistema, uma anã vermelha a uma separação de mais de 230 UA, possui um sistema planetário com dois planetas extrassolares confirmados, com um total de sete candidatos já tendo sido identificados, incluindo três super-Terras na zona habitável.

## Sistema estelar
Os dois componentes mais brilhantes do sistema, Gliese 667 A e B, com magnitudes aparentes de 6,3 e 7,2, formam um par binário de estrelas de classe K da sequência principal (anãs laranjas) com tipos espectrais de K3V e K5V e massas de 0,73 e 0,69 vezes a massa solar. A estrela primária tem uma temperatura efetiva de cerca de 4 930 K. A separação angular média entre as estrelas é de 1,81 segundos de arco, correspondendo a um semieixo maior de 13,1 UA. Como a órbita do sistema tem uma alta excentricidade de 0,58, a distância entre as estrelas varia entre 5,5 UA no periastro e 20,7 UA no apoastro. A órbita tem um período de 42,15 anos e está inclinada em 128° em relação ao plano do céu.
A terceira estrela do sistema, Gliese 667 C, é uma anã vermelha com um tipo espectral de M1.5V e uma magnitude aparente de 10,2. Possui uma massa estimada em 31% da massa solar e está brilhando com apenas 1,4% da luminosidade solar, a uma temperatura efetiva de 3 350 K. Gliese 667 C está a uma separação projetada de 32,4 segundos de arco do par AB, o que corresponde a uma separação física de mais de 230 UA, e seu período orbital é estimado em cerca de 2 300 anos. Devido à sua órbita em torno do par AB, sua velocidade radial possui uma aceleração de 1,9 m/s por ano, que foi subtraída para a análise do sistema planetário ao redor da estrela. Gliese 667 C tem um baixo nível de atividade cromosférica e um período de rotação lento de cerca de 105 dias, medido diretamente a partir de variações periódicas na velocidade radial e nos indicadores de atividade da estrela.
O sistema apresenta uma baixa metalicidade, com uma abundância de ferro de aproximadamente 26% da solar, confirmada por observações independentes do par AB e do componente C.
A baixa metalicidade sugere que o sistema é velho e pertence ao disco espesso da Via Láctea, mas sua velocidade espacial, representada pelo vetor (U, V, W) = (19,5, 29,4, -27,2) km/s, é típica de estrelas do disco fino e torna a identificação do sistema a alguma população galáctica inconclusiva. A baixa atividade e lenta rotação de Gliese 667 C indicam que a estrela é velha, mas a idade precisa do sistema é incerta.

## Sistema planetário
A estrela mais externa do sistema, Gliese 667 C, possui um sistema planetário de pelo menos dois planetas extrassolares confirmados, com um total de sete candidatos já tendo sido identificados. Todos são super-Terras com massa mínimas entre 1,1 e 5,6 vezes a massa da Terra e orbitam próximos da estrela a distâncias entre 0,05 e 0,55 UA. O sistema é notável por possuir até quatro planetas na zona habitável, sendo um deles confirmado (Gliese 667 Cc).

### Histórico de detecções
A descoberta de um planeta extrassolar orbitando Gliese 667 C foi anunciada pelo Observatório Europeu do Sul em outubro de 2009, junto com outros 31 planetas, a partir de observações feitas pelo espectrógrafo HARPS, montado no telescópio de 3,6 metros do Observatório de La Silla. Usando o método da velocidade radial, o instrumento consegue medir as pequenas variações na velocidade radial de uma estrela conforme ela orbita seu centro de massa em relação a objetos em órbita. Esse planeta foi primeiramente mencionado na literatura científica em um artigo de 2011, que descreveu as observações do HARPS de uma amostra de anãs vermelhas próximas, citando a detecção de dois sinais periódicos na velocidade radial de Gliese 667 C consistentes com planetas em órbita, com períodos de 7,2 e 28 dias. A existência desses dois planetas foi confirmada em dois estudos independentes publicados em 2012 e 2013, ambos baseados em dados do HARPS, mas usando técnicas de análise de dados diferentes. O primeiro utilizou também alguns dados de velocidade radial dos instrumentos HIRES, no Observatório Keck, e PFS, no Telescópio Magellan Clay. Esses estudos também notaram nos dados de velocidade radial um grupo de periodicidades próximas de 91 e 105 dias, que foram interpretadas como causadas pelo período de rotação da estrela, de 105 dias, conforme evidenciado por análise dos indicadores de atividade estelar. Em 2013, uma nova reanálise dos dados de velocidade radial da estrela encontrou evidências para até sete planetas orbitando Gliese 667 C, com períodos de 7,2, 17, 28, 39, 62, 92 e 260 dias, com o sinal de 17 dias sendo considerado uma detecção fraca não confirmada. Em 2014, um novo estudo mostrou que só existem evidências claras para dois planetas no sistema, com períodos de 7,2 e 28 dias, mais evidências fracas para um terceiro sinal de 91 dias, cuja natureza planetária é incerta. De acordo com esse estudo, os outros sinais na velocidade radial da estrela são artefatos gerados por atividade estelar ou ruído correlacionado nos dados.

### Planetas

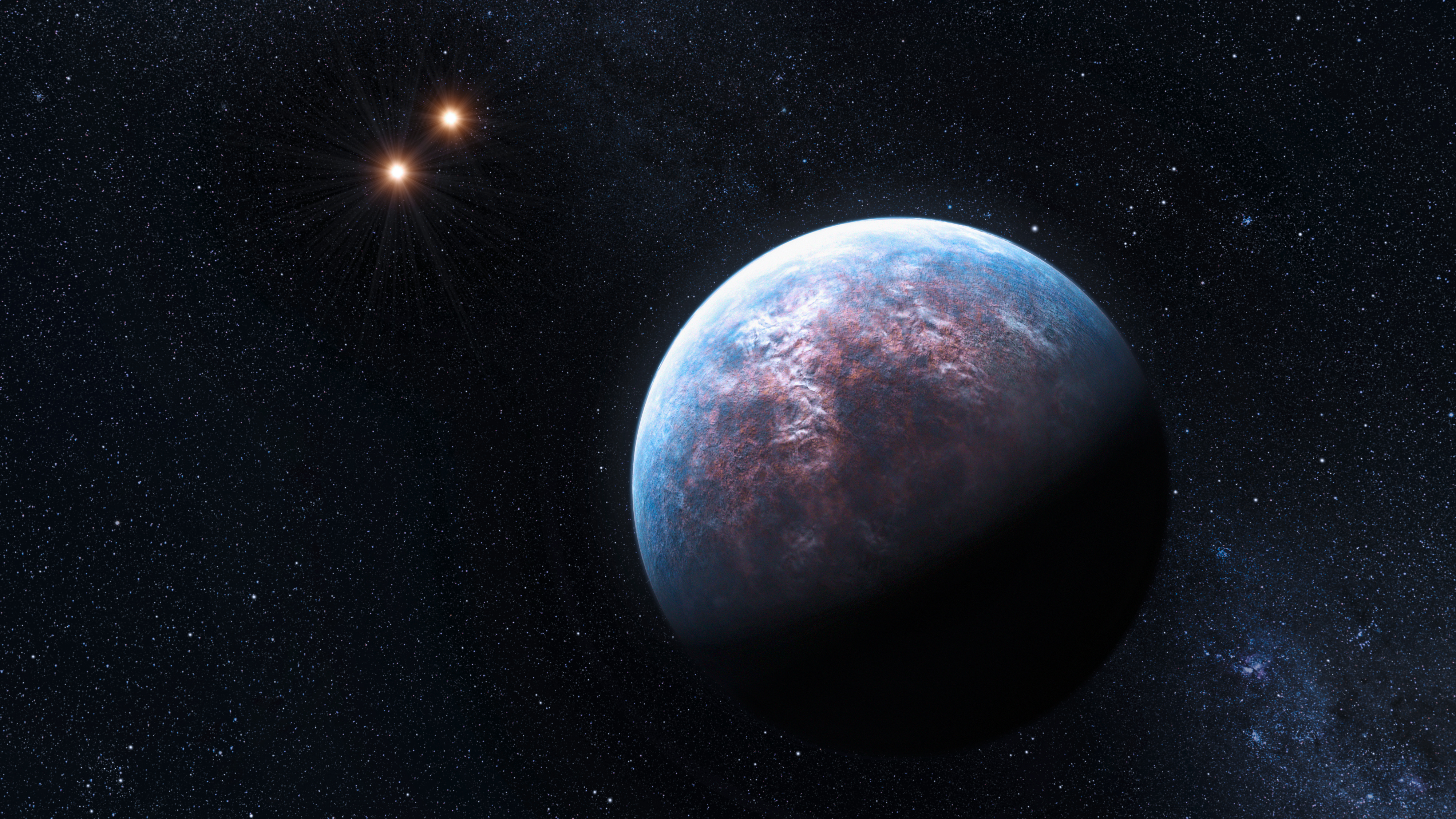
Impressão artística de Gliese 667 Cb, com Gliese 667 A e B ao fundo.

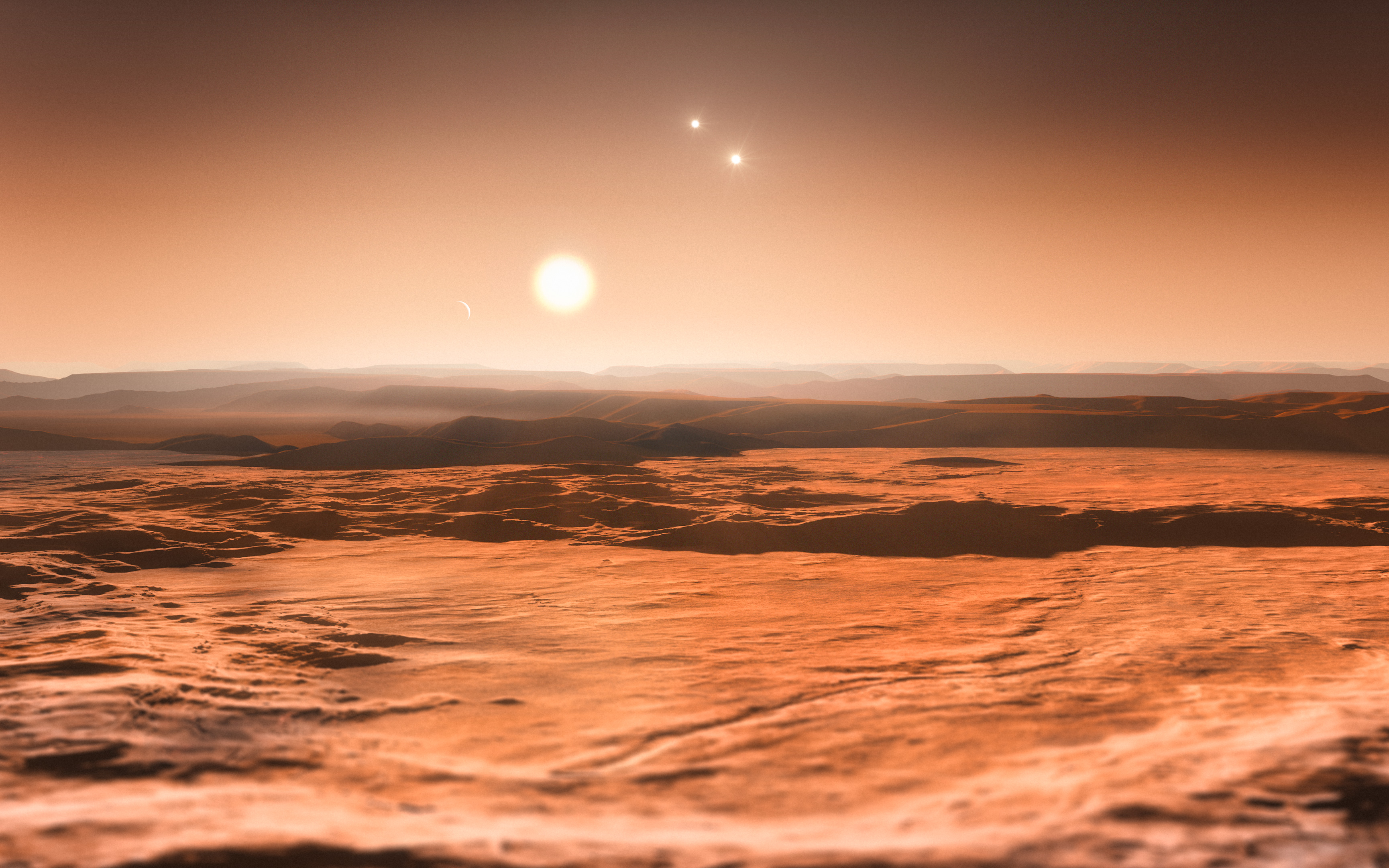
Impressão artística
da superfície de um planeta do sistema Gliese 667 C.

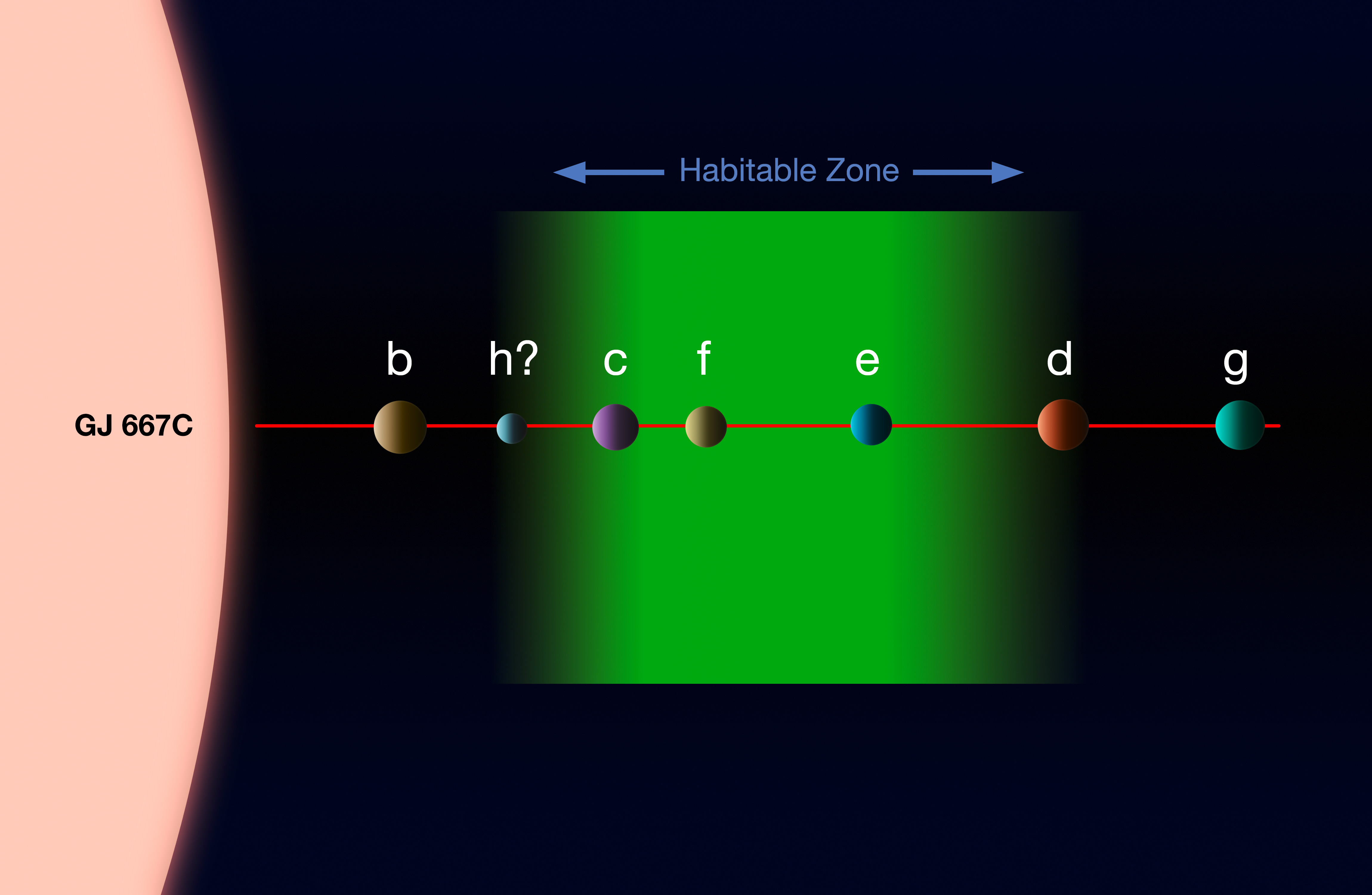
Diagrama mostrando o sistema planetário de Gliese 667 C e a posição da zona habitável (em verde). Os tamanhos estão aproximadamente em escala, mas não as distâncias.

O planeta mais interno do sistema, Gliese 667 Cb, foi o primeiro a ser detectado e é o que exerce a maior influência gravitacional na estrela, com uma semiamplitude observada de 3,8 m/s. É o mais massivo dos planetas propostos, com uma massa mínima de 5,6 vezes a massa da Terra, e orbita a estrela a uma distância média de 0,051 UA. Sua órbita tem um período de 7,2 dias e é levemente elíptica, com uma excentricidade de 0,13.
O segundo planeta confirmado do sistema, Gliese 667 Cc tem uma massa mínima de 3,8 vezes a massa da Terra e orbita a estrela com um período de cerca de 28 dias a uma distância média de 0,125 UA. Na solução de sete planetas, sua órbita deve ser praticamente circular (para garantir a estabilidade do sistema), enquanto na solução de dois planetas ela apresenta uma excentricidade moderada de 0,13, mas devido à baixa semiamplitude observada de 2,0 m/s uma grande variedade de excentricidades são possíveis.
Os demais planetas já propostos, e que têm existência incerta, são, em ordem de distância à estrela, Gliese 667 Ch (com período orbital de 17 dias), Gliese 667 Cf (período de 39 dias), Gliese 667 Ce (período de 62 dias), Gliese 667 Cd (período de 92 dias) e Gliese 667 Cg (período de 256 dias). Ao invés de seguir a nomeação usual em ordem de distância à estrela, as letras dos nomes desses planetas se referem à ordem em que eles foram detectados no processo de análise dos dados de velocidade radial. O planeta h, com uma massa mínima de 1,1 vezes a massa da Terra, seria um dos planetas menos massivos já detectados. No modelo de sete planetas, o sistema é densamente povoado, mas a estabilidade orbital a longo prazo é garantida se as massas dos planetas forem menores que duas vezes a massa mínima e as órbitas forem quase circulares (exceto para o planeta g).
| Planeta             | Massa            | Semieixo maior (UA)   | Período orbital (dias) | Excentricidade  |
| ------------------- | ---------------- | --------------------- | ---------------------- | --------------- |
| Cb                  | >5,6+1,4 −1,3 M⊕ | 0,0505+0,0044 −0,0052 | 7,2004 ± 0,017         | 0,13+0,10 −0,11 |
| Ch (não confirmado) | >1,1+1,0 −0,8 M⊕ | 0,0893+0,0084 −0,0093 | 16,946+0,051 −0,074    | 0,06+0,32 −0,06 |
| Cc                  | >3,8+1,5 −1,2 M⊕ | 0,125+0,012 −0,013    | 28,140+0,053 −0,065    | 0,02+0,15 −0,02 |
| Cf                  | >2,7+1,4 −1,2 M⊕ | 0,156+0,014 −0,017    | 39,026+0,194 −0,211    | 0,03+0,16 −0,03 |
| Ce                  | >2,7+1,6 −1,4 M⊕ | 0,213+0,019 −0,022    | 62,24 ± 0,55           | 0,02+0,22 −0,02 |
| Cd                  | >5,1+1,8 −1,7 M⊕ | 0,276+0,024 −0,030    | 91,61+0,81 −0,89       | 0,03+0,20 −0,03 |
| Cg                  | >4,6+2,6 −2,3 M⊕ | 0,549+0,052 −0,058    | 256,2+13,8 −7,9        | 0,08+0,41 −0,08 |

| Planeta | Massa             | Semieixo maior (UA) | Período orbital (dias) | Excentricidade |
| ------- | ----------------- | ------------------- | ---------------------- | -------------- |
| Cb      | >5,661 ± 0,437 M⊕ | 0,050 ± 0,002       | 7,200 ± 0,001          | 0,122 ± 0,078  |
| Cc      | >3,709 ± 0,682 M⊕ | 0,125 ± 0,004       | 28,143 ± 0,029         | 0,133 ± 0,098  |

### Habitabilidade
A zona habitável de uma estrela é definida como a região em que um planeta em órbita teria condições de possuir água líquida na superfície. Essa região não possui limites bem definidos, mas para Gliese 667 C é estimada entre aproximadamente 0,11 e 0,25 UA. Gliese 667 Cb é muito quente para possuir água líquida, recebendo, por unidade de área, cerca de 5,5 vezes a radiação que a Terra recebe do Sol. O planeta c, a uma distância de 0,125 UA, está dentro da borda interna da zona habitável, recebendo, por unidade de área, 89% da radiação que a Terra recebe do Sol. Entre os demais planetas já propostos, os planetas f (a uma distância de 0,16 UA, recebendo 58% da radiação terrestre) e e (a 0,21 UA, 33% da radiação terrestre) estariam seguramente dentro da zona habitável, enquanto o d (a 0,28 UA) poderia estar considerando as incertezas na sua órbita e na definição de zona habitável. Além da zona habitável, a real capacidade de um planeta de possuir água líquida depende de outros fatores que não são conhecidos, como albedo, composição interna e atmosfera.
O albedo de um planeta determina quanto da radiação estelar incidente será absorvida ou refletida pelo planeta. Um planeta na zona habitável, mas com um alto albedo, seria frio demais pois refletiria quase toda a energia da estrela de volta para o espaço. Para Gliese 667 Cc ser potencialmente habitável, seu albedo deve ser inferior a 0,87, de modo a garantir uma temperatura de equilíbrio entre 175 e 270 K, que é a faixa de temperatura necessária para possuir água líquida.
A faixa de massa em que os planetas do sistema Gliese 667 C se encontram, em especial considerando que só um valor mínimo para a massa é conhecido, significa que a composição interna dos planetas é desconhecida. Planetas entre 3 e 10 vezes a massa da Terra podem ter densidades muito diferentes, refletindo diferentes estruturas internas, podendo ser rochosos (potencialmente habitáveis) ou gasosos (inabitáveis). Como não é possível medir o raio planetário sem observação de trânsito, não é possível distinguir entre as duas possibilidades para os planetas do sistema Gliese 667 C.
Planetas na zona habitável de anãs vermelhas estão muito mais próximos de suas estrelas comparados a planetas na zona habitável de estrelas como o Sol, e portanto estão sujeitos a forças de maré mais intensas, resultando no fenômeno de rotação sincronizada, com um mesmo hemisfério constantemente virado para a estrela. Isso pode significar grandes diferenças de temperatura entre o lado iluminado e o escuro, prejudicando a habitabilidade do planeta. No entanto, espera-se que uma atmosfera densa o suficiente possa eficientemente redistribuir calor para todo o planeta. Uma atmosfera também pode afetar a habitabilidade de um planeta se possuir grandes quantidades de gases de efeito estufa, como dióxido de carbono (CO2), que provocam aumento da temperatura do planeta através do efeito estufa. No caso de Gliese 667 Cf e e, que recebem menos radiação que a Terra, um efeito estufa intenso pode ser necessário para garantir temperaturas temperadas.
Outro fator que pode afetar a habitabilidade de planetas ao redor de anãs vermelhas é atividade magnética, que é em média mais intensa em anãs vermelhas do que em estrelas como o Sol. Estrelas ativas emitem grandes quantidades de radiação ultravioleta e raios X, e passam por frequentes erupções (flares) e ejeções de massa coronal, o que pode ocasionar perda da atmosfera para o espaço (escape atmosférico). No entanto, a evolução de atmosferas planetárias em sistemas de anãs vermelhas não é bem conhecida, com um grande número de parâmetros incertos e possíveis resultados. Gliese 667 C é atualmente uma estrela inativa, mas deve ter passado por uma fase de um bilhão de anos de alta atividade após a formação do sistema. A alta massa de seus planetas pode ter ajudado a proteger suas atmosferas contra escape.